# Kurikulum
Kurikulum lze chápat jako „obsah vzdělávání (učivo) v širším slova smyslu a proces jeho osvojování, tj. jako veškerou zkušenost žáka (učícího se), kterou získává ve školském (vzdělávacím) prostředí, a činnosti, které jsou spojeny s jeho osvojováním a hodnocením“.
Kurikulum je nestabilní konstrukt, jež prochází vývojem od ideálního konstruktu, přes vtělení do školních dokumentů, až po realizování kurikula. "Vytváří se tak systém složitých vazeb, v nichž si však dominantní postavení zachovává obsah (učivo).“

## Modely kurikula
Existují dva základní typy modelů kurikula – model zprostředkující a vstřícný.
- Zprostředkující (racionální) model vychází ze stanovených cílů, je založen na plnění vzdělávacích norem a důležitým znakem je racionální plánování učiva.

- Vstřícný model naopak neobsahuje direktivní prvky, cíle vzdělání vznikají induktivně, interakcí žáků s připravenou edukační situací.[2]

## Dělení
- Zamýšlené kurikulum se týká cílů a jejich konkretizace v určitém oboru či předmětu, zamýšlený cíl nemusí být vždy splněný.
- Realizované kurikulum představuje vzdělávací obsah, který je předmětem výuky, vypovídá o tom, co ze zamýšleného kurikula se uskutečnilo.
- Dosažené kurikulum označuje poznatky, které si žáci osvojili, a které se přeměnily v jejich vědomosti. Jinými slovy jde o efekt zamýšleného a realizovaného kurikula.[1]
- Skryté kurikulum souvisí s „různorodými neoficiálními školskými fenomény týkajícími se jednak neoficialit žákovského života, učitelského působení, a také působení školské organizace jako takové“.[4] Skrytým kurikulem může být „vše, s čím se nepočítá, že by si děti ve škole osvojily, a nebo, že by se jim odevzdalo“.[5]

## Kurikulum minulosti a kurikulum budoucnosti
Na pojetí kurikula z hlediska časového, tedy na kurikulum minulosti a budoucnosti, poukázal M. Young. Viděl rozdíly mezi kurikulem pro společnost industriální a mezi kurikulem reflektujícím vývoj společnosti vědění. Zároveň však upozornil na to, že každé kurikulum musí být do jisté míry kurikulem minulosti, neboť úlohou školy je předávání existujícího vědění nové generaci. Jde tedy o to, nalézt správný poměr mezi předáváním minulosti a snahou reagovat na potřeby společnosti budoucí.
Dle Younga „kurikulum v sobě odráží vizi společnosti, pro kterou se snažíme vzdělávat mladé lidi“ a „kurikulum budoucnosti si musí klást za cíl bojovat se vzdělanostními nerovnostmi“.

## Obsah kurikula
Obsah kurikula je možné dělit do několika dimenzí.
- Dimenze ideová představuje obecné i konkrétní cíle, jež se mají ve výchovně-vzdělávacím procesu realizovat (dokumenty školské politiky, cíle, vize a plány).
- Dimenze obsahová se týká konkrétního učiva, zpracování učebnic apod. Jde tedy o to, jak učivo prochází vzdělávacím procesem.
- Dimenze organizační se vztahuje k osnovám a standardům, které řeší podmínky, v nichž se výuka realizuje.
- Dimenze metodická zahrnuje metody a formy, jakými je učivo předáváno, typicky jde o vyučovací styl učitele, didaktické prostředky aj.[1][8]

Stanovené cíle a obsah vzdělávání jsou zahrnuty v kurikulárních dokumentech, kterými jsou Bílá kniha, vzdělávací programy (ŠVP, RVP), standardy vzdělávání, dále učební plány a osnovy jednotlivých škol. Obsahu kurikula rovněž musí odpovídat obsah učebnic.